# Casting (película)
Casting es una película de terror boliviana, es el primer largometraje de terror que desarrolló Bolivia, dirigida en su mayoría por Denisse Arancibia y Juan Pablo Richter tiene un contenido de terror Gore, fue estrenada en Bolivia el 30 de diciembre de 2010.

## Trama
El relato pone en pantalla a un perturbado equipo de jóvenes aspirantes a realizadores que, en sucesivas sesiones, pretenden, o simulan, “buscar” la actriz ideal para una película de terror. Las candidatas están obligadas a mostrar sus agallas en largas sesiones de tortura, a las cuales no pueden declinar una vez puesto en marcha un repertorio que incluye pruebas tan extrañas como incisiones en distintos lugares del cuerpo con instrumentos punzocortantes de variopinto tamaño, el uso de cigarrillos y sopletes para llagar a fuego la piel, el aplastamiento de los dedos del pie a punta de martillo y otras cosas retorcidas que van dejando a las chicas en calidad de despojos sangrantes. Esto, alternado con las explicaciones directas a cámara por el director, la productora y el camarógrafo que explayan sus disparatados criterios acerca del arte y del sentido estético-dramático de las sevicias.
- Datos: Q5757833